# Sthenelais jeffreysii
Sthenelais jeffreysii är en ringmaskart som beskrevs av McIntosh 1876. Sthenelais jeffreysii ingår i släktet Sthenelais och familjen Sigalionidae. Inga underarter finns listade i Catalogue of Life.